# Lambert (priimek)
Lambert je priimek več oseb:
- Johann Heinrich Lambert (1728—1777), nemški matematik, fizik, astronom in filozof.
- Harold Roger Lambert (1896—1980), britanski general
- William Harold Lambert (1905—1978), britanski general